# Kroniek van Neurenberg

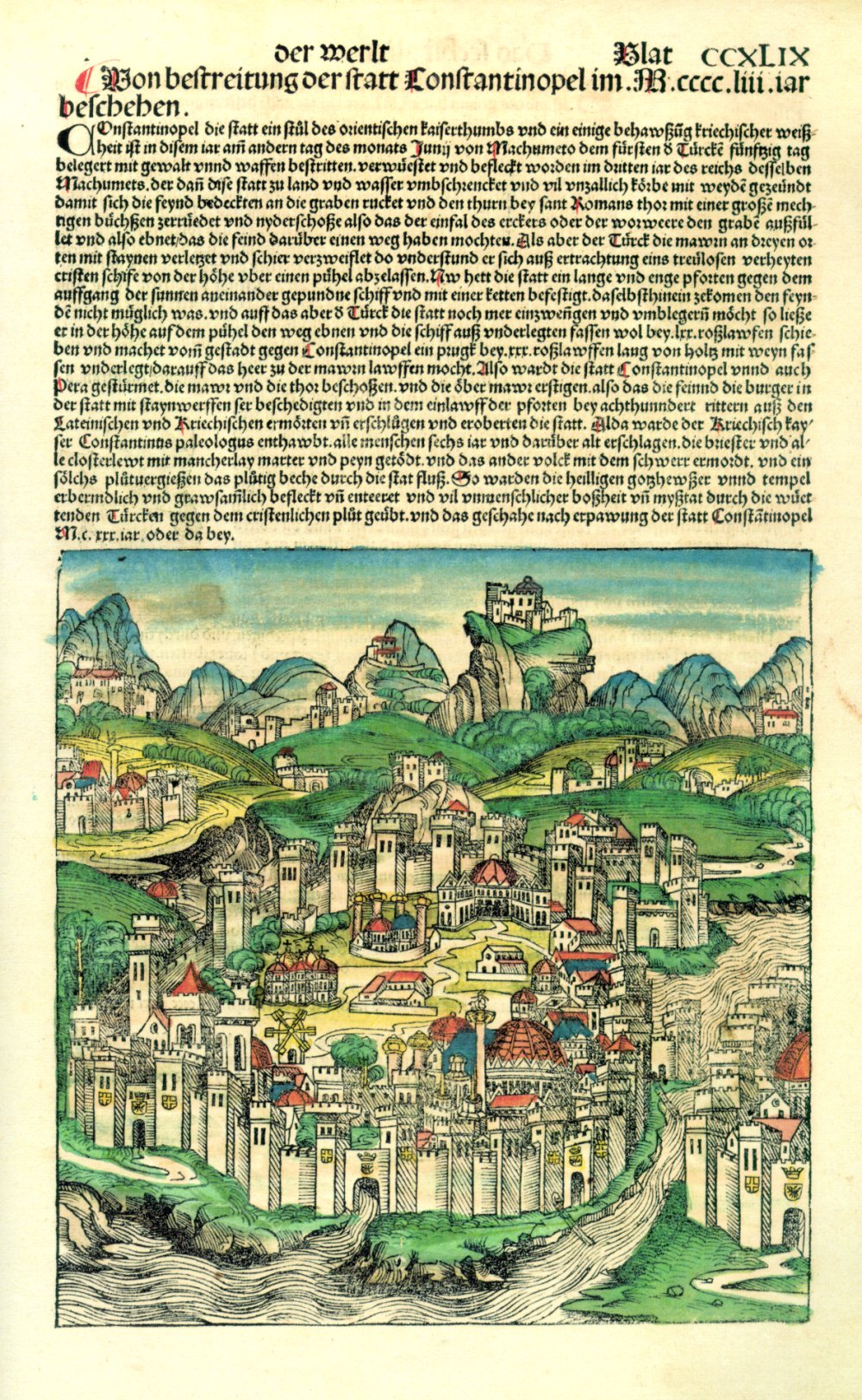
Pagina uit de Duitse editie van de Kroniek van Neurenberg waarin de val van Constantinopel in 1453 staat beschreven

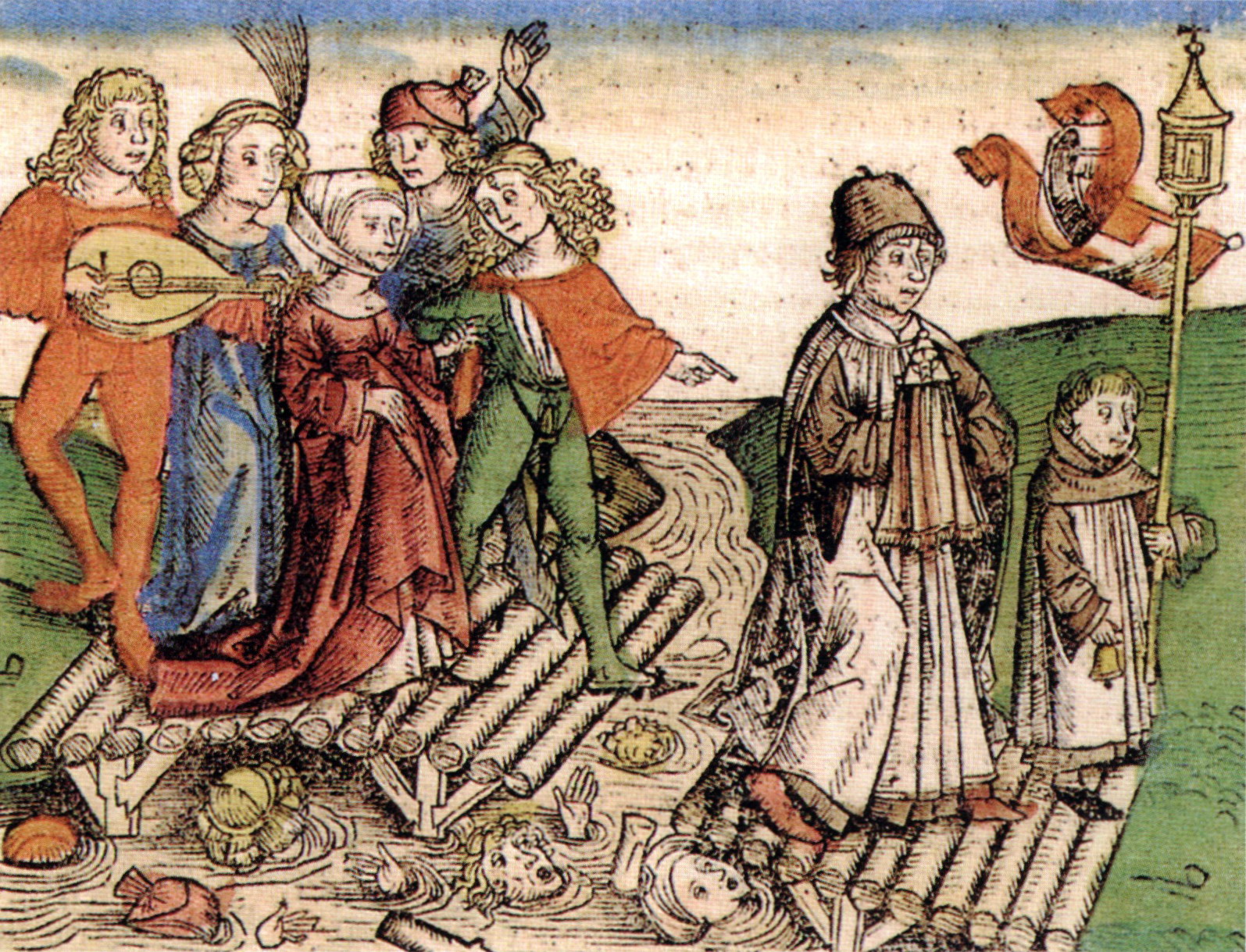
Het instorten van de Maasbrug in Maastricht tijdens een processie in 1275

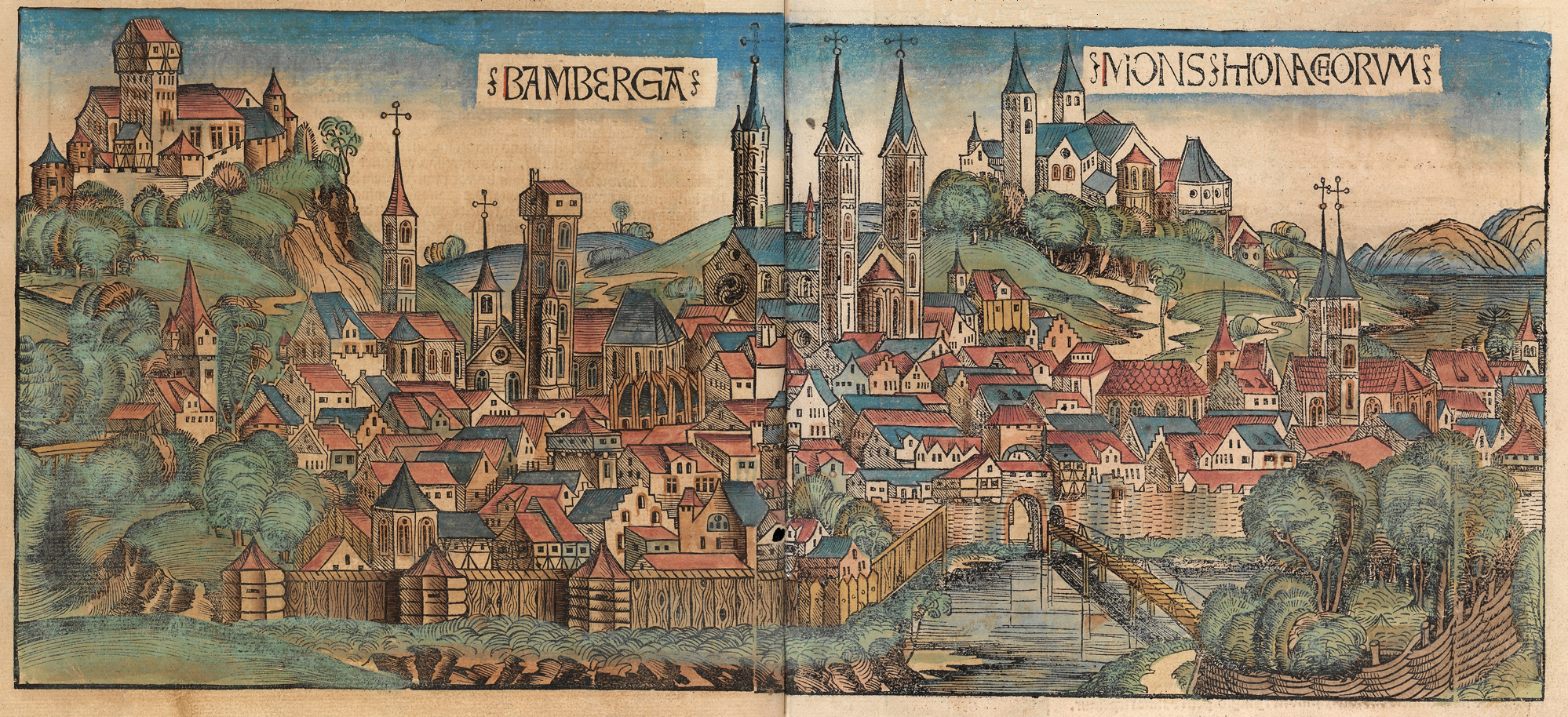
De stad Bamberg

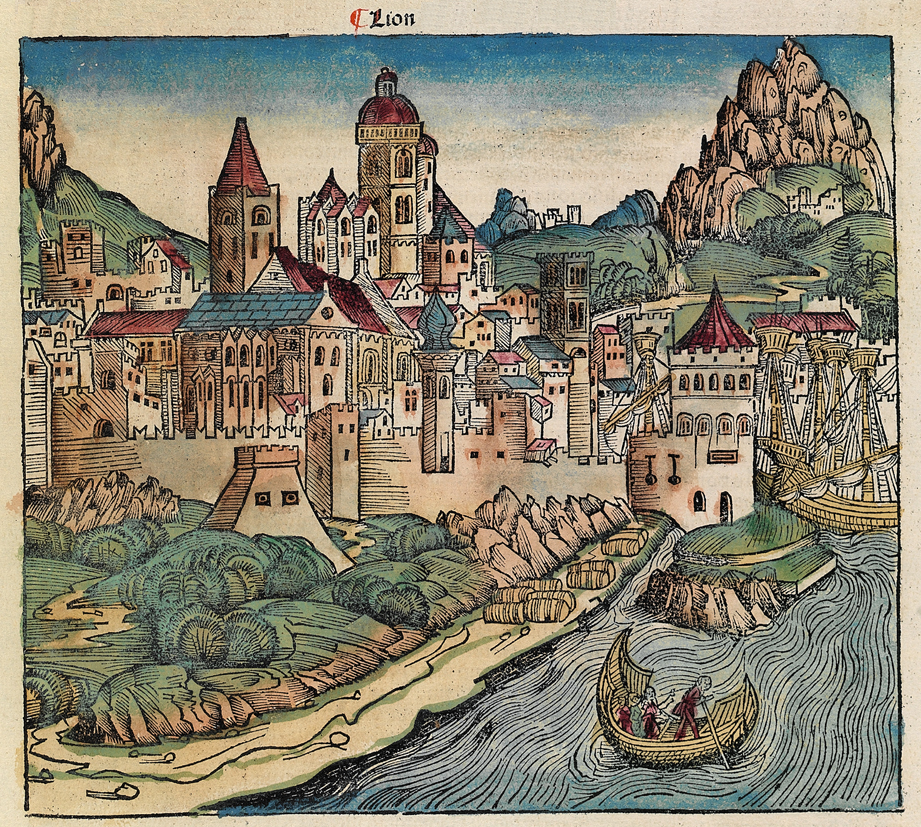
De stad Lyon

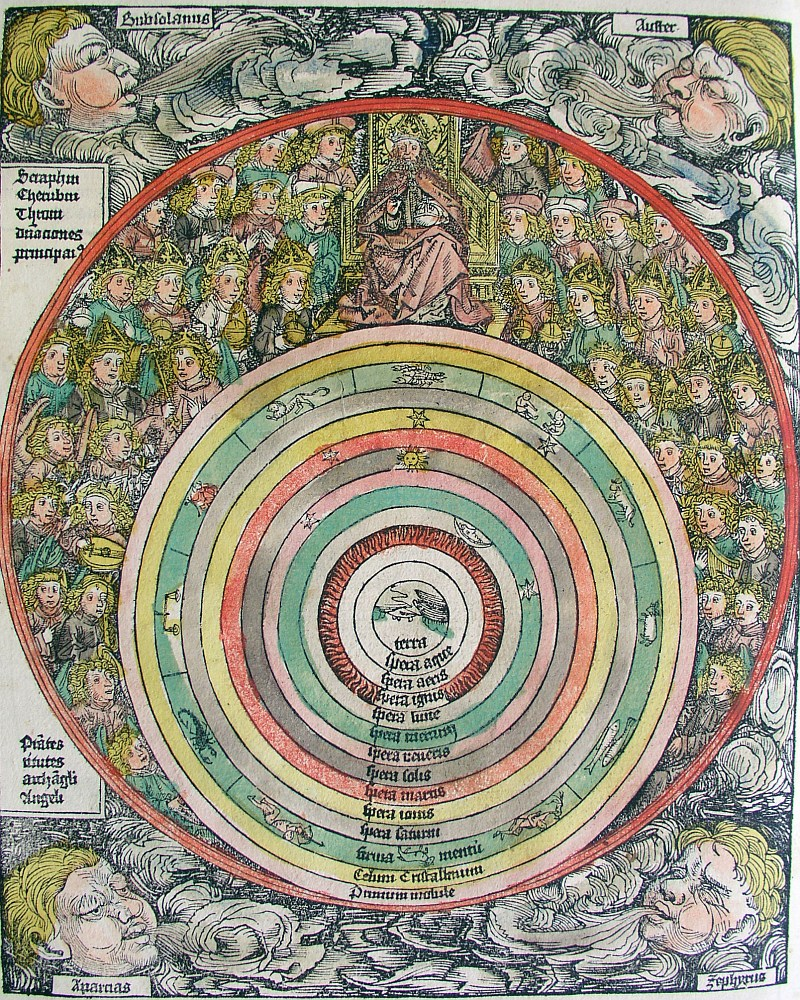
Kosmologie

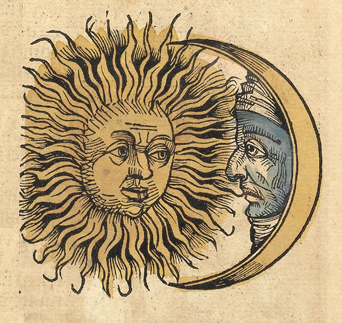
De zon en de Maan, volgens oudere toeschrijvingen bewerkt door Albrecht Dürer

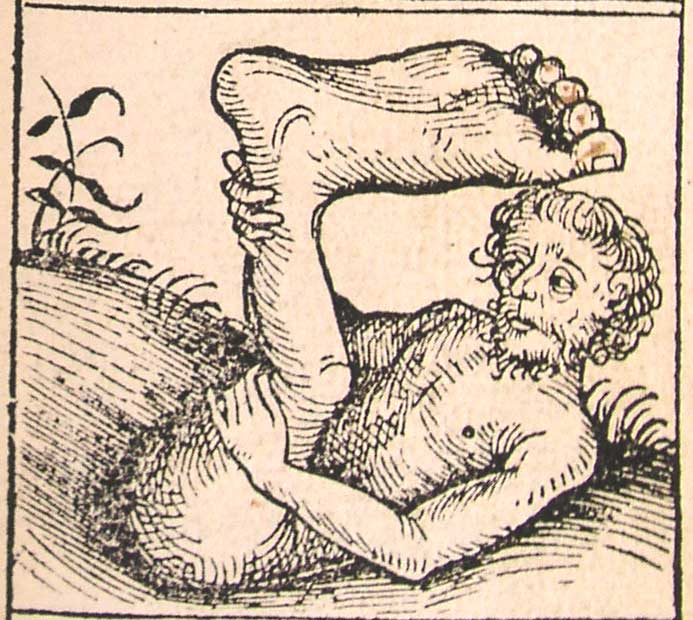
Sciapode: barbaar met een reuzenvoet die als parasol dient

De Kroniek van Neurenberg (ook: Neurenbergkroniek) is een van de bekendste en best geïllustreerde incunabelen of wiegendrukken. Het boek is in loonopdracht geschreven in het Latijn door de Neurenbergse stadsarts en humanist Hartmann Schedel (1440-1514). Het verscheen op 12 juli 1493 zoals blijkt uit de colofon. Het is bekend als Die Schedelsche Weltchronik ('Wereldgeschiedenis van Schedel'), als Liber Chronicarum ('Boek der Kronieken'). Schedel zelf noemde zijn boek Opus de historiis etatum mundi. De formulering op het houtgesneden titelblad luidt voluit: Registrum huius operis libri cronicarum cum figuris et ymagibus ab inicio mundi, 'Register van dit werk, van het boek der kronieken vanaf het begin van de wereld met figuren en beelden'.

## Opdrachtgevers
De vooraanstaande Neurenbergse zakenlieden Sebald Schreyer (1446-1520) en zijn schoonzoon Sebastian Kammermeister (1446-1503) financierden het project. Voor de grafiek die voor het boek moest uitgevoerd worden deden ze een beroep op Michael Wolgemut, de toenmalige leidende illustratiekunstenaar van Neurenberg, en zijn stiefzoon Wilhelm Pleydenwurff. De levering van de houtsneden was hun inbreng in het project en in ruil daarvoor hadden ze recht op de helft van de winst. Deze overeenkomst werd vastgelegd in een contract op 16 maart 1491. Aanwijzingen van vroegere activiteiten of overeenkomsten werden tot nu toe niet gevonden. De kunstenaars Michael Wolgemut en Wilhelm Pleydenwurff worden vermeld in het colofon van het boek. Het colofon bevat ook de naam van de drukker, Anton Koberger, en van de opdrachtgevers/ financiers Sebald Schreyer en Sebastian Kammermeister. De naam van de auteur is niet opgenomen.

## Auteur
Het boek werd geschreven in het Latijn door Hartmann Schedel, stadsdokter van Neurenberg. Het werk is een compilatie van vroegere kronieken maar baseerde zich vooral op het werk van Jacobus Philippus Foresti da Bergamo (1434-1520), wiens Supplementum Chronicarum, uitgegeven in Venetië in 1483, bijna woord voor woord werd overgeschreven. Voor de eigentijdse geschiedenis baseerde hij zich op de Historia Bohemica (Rome 1475 uitgegeven door Johannes Schurener de Bopardia, en Johannes Nicolai Hanheymer de Oppenheym) van Aneas Sylvius Piccolomini (de later Paus Pius II) van wie de annex Europa is overgeschreven, maar in dit geval vermeldt hij de auteur uitdrukkelijk in zijn boek. Kopiëren had trouwens in de middeleeuwen geen negatieve connotatie, het gros van de werken uit de middeleeuwen bestaat uit kopieën of vertalingen. Schedel zegt ten andere zelf in zijn colofon dat hij het materiaal verzamelde. Het boek is meer befaamd om zijn illustraties dan om zijn inhoud. De vertaling naar het Duits werd verzorgd door Georg Alt (ca.1450-1510), de stadsthesaurier van Neurenberg. De auteur van het boek wordt behalve in het schrijverscolofon nergens anders vermeld.

## Beschrijving
Het boek is uitzonderlijk groot, het mat origineel 325 × 480 mm. De bladspiegel van het boek is zeker niet homogeen, soms is er één kolom soms twee met 64 tekstlijnen en een titellijn. De kleinere afbeeldingen van personen en dergelijke staan meestal tussen de tekst zonder marge. Het boek bevat in de Latijnse versie 326 folia met 1804 afbeeldingen en in de Duitse versie 297 folia met 1803 afbeeldingen. In de Latijnse versie werden er 643 houtblokken gebruikt om de 1804 afbeeldingen af te drukken, in de Duitse versie gebruikte men 639 houtblokken. De meest gebruikte gravure werd op 17 verschillende plaatsen afgedrukt. In de Latijnse versie werd een Antiqua Rotunda lettertype gebruikt, in de Duitse versie een Bastarda Schwabacher.
Het boek is zeker niet zeldzaam, er zijn ongeveer 1287 Latijnse en 343 Duitse exemplaren bewaard gebleven. Men kan her en der aantallen van de originele oplage in het Latijn (1400 à 1500) en in het Duits (700 à 1000) terugvinden, maar men heeft hierover, tot nu toe, geen enkel document dat dit kan staven terug gevonden. Wel blijkt uit de eindafrekening van 1509 dat er toen nog voor 1400 gulden hetzij ongeveer 400 kronieken overbleven. In oktober 2011 werd een exemplaar van de Latijnse deditie verkocht bij Bonhams voor USD 56.250, een ingekleurd exemplaar werd op 15 mei 2008 voor GBP 88.000 verkocht bij Bloomsburry en een ander niet ingekleurd exemplaar werd verkocht bij Christie's op 7 juli 2010 voor £67,250.

## Inhoud
De Kroniek van Neurenberg is een geïllustreerde wereldgeschiedenis van de zeven tijdperken die de wereld gekend heeft (het zevende moet nog komen) en die in de middeleeuwen algemeen gangbaar waren. De compilator van het werk zegt zelf in zijn colofon:  … operi de historijs etatum mundi … (een werk met de verhalen over de tijdperken van de wereld).
- Eerste tijdperk: vanaf de Schepping tot de Zondvloed
- Tweede tijdperk: tot de geboorte van Abraham
- Derde tijdperk: tot koning David
- Vierde tijdperk: tot de Babylonische ballingschap
- Vijfde tijdperk: tot de geboorte van Jezus Christus
- Zesde tijdperk: tot het einde der tijden usque in finem saeculi om Augustinus zelf te citeren. In het boek stopt de zesde periode natuurlijk omstreeks 1490 gezien het werd uitgegeven in 1493.[13]
- Zevende tijdperk: het zevende tijdperk van Augustinus is wat problematisch, het wordt voorgesteld als een periode van rust voor de zielen van de rechtvaardigen” voor de aanvang van de achtste periode: het hemelse koningrijk. Het zevende tijdperk wordt bij Hartmann Schedel het tijdperk van de Antichrist en het achtste tijdperk noemt Schedel het ultieme tijdperk dat aanvangt met de Dag des oordeels.
- Addendum: na het ultieme tijdperk volgt nog een addendum met de beschrijving van een aantal landen.

Deze indeling volgt de periodisering van de wereldgeschiedenis in aetates mundi (leeftijden van de wereld) door Sint Augustinus. Hij ontwikkelde het idee in zijn commentaar op het Bijbelboek Genesis De Genesi contra Manicheos. Augustinus verdeelt het tijdsverloop sinds de schepping in zes periodes naar analogie met de schepping die plaatsvond in zes dagen vooraleer God ging rusten. Het concept duikt ook op in andere werken van Augustinus onder meer in Hoofdstuk 22 van zijn “De civitate Dei. De aetates mundi” worden een gemeenplaats in het historische werk in de middeleeuwen, annalen, kronieken en andere geschiedschrijvingen maken zeer frequent gebruik van deze tijdsindeling.
Alle hoofdstukken die in het boek voorkomen volgen ongeveer hetzelfde schema. De ruggengraat van het verhaal is de Bijbeltekst. Deze teksten worden regelmatig onderbroken om de stamboom van de behandelde personen op te geven. De stamboom van Christus loopt als een rode draad door het verhaal. Daarnaast wordt op geregelde tijdstippen het Bijbelse verhaal onderbroken om de geschiedenis van de omliggende volkeren, Egypte, Babylonië, Assyrië, maar ook de Latijnen, Grieken, Troje en dergelijke meer te behandelen voor die periodes die volgens Schedel en zijn bronnen overeenstemden met de tijd waarin hij de Bijbelse geschiedenis situeert die hij aan het behandelen was. Ook de beschrijving van steden en hun geschiedenis wordt er links en rechts tussen gegooid waar de auteur dacht hun ontstaan te kunnen situeren. Dit geeft soms, naar ons moderne gevoel althans, zeer vreemde combinaties. Het ontstaan van Parijs, Mainz, Napels en Venetië in hetzelfde tijdperk behandelen dan de Trojaanse oorlogen lijkt ons vandaag zeer vreemd. Voor een moderne lezer komt dit zeer chaotisch over maar het was toen een normale manier van werken. Als we naar de Rijmbijbel van Jacob van Maerlant kijken, of de Historia Scholastica van Petrus Comestor zijn die op dezelfde manier opgebouwd, alleen ontbreken daar de beschrijvingen van steden en landen.
Voor een Engelse vertaling en een volledige inhoudslijst zie de externe links.

## Publicatie
Om competitief te zijn met het nog steeds populaire handschrift werd het boek uitbundig versierd en van een aantal exemplaren werden de afbeeldingen met de hand ingekleurd om zelfs de moeilijkste klanten tevreden te stellen.
De drukker was Anton Koberger (1440-1513), die sinds 1472 boeken drukte. Hij was de derde drukker die actief werd in Neurenberg en de belangrijkste tussen 1472 en ten minste 1504. In 1476 had hij al een agent in Parijs en omstreeks 1480 was hij de belangrijkste uitgever-drukker in Duitsland. Hij specialiseerde zich in het soort boeken dat eerder voor het grote publiek bestemd was. Een voorbeeld hiervan is zijn Ehebüchlein, Ob einem Mann sei zu nehmen ein ehelich Weib oder nicht, van Albrecht von Eyb, waarvan negen edities werden gedrukt voor eind 1472. Hij werd spoedig een van de belangrijkste drukkers uit Duitsland en bezat uiteindelijk een der grootste uitgeverijen van Europa, in zijn atelier had hij 24 drukpersen en stelde hij meer dan 100 mensen te werk.
Het Liber Chronicarum werd door Koberger gemaakt als loonwerk en niet door hem uitgegeven noch verdeeld. De verkoop en verdeling werden gedaan over het internationale handelsnetwerk van Neurenbergse kooplieden die op commissie werkten voor de opdrachtgevers.
Hoe groot de oplage was, is onbekend. Momenteel zijn er nog 1287 Latijnse en 343 Duitse exemplaren bekend zoals blijkt uit de telling van Paul Needham. Men kan vermoeden dat de Duitse oplage groter moet geweest zijn gezien ze bestemd was voor een minder elitair publiek (niet iedereen sprak en las Latijn in die dagen) maar dat blijft alleszins giswerk. Financieel gezien was het project geen onverdeeld succes, gezien het aantal exemplaren dat in 1509 onverkocht bleef. Dit had waarschijnlijk ook te maken met de roofdruk die drie jaar later, op 18 september 1496, in Augsburg in het Duits werd uitgegeven door Johann Schönsperger (ca.1455-voor 1521). Hij gebruikte een kleiner formaat en minder kostbaar papier, waardoor de uitgave goedkoper was. Er werden zoveel exemplaren van verkocht dat Schreyer en Kammermeister een tweede uitgave van de originele versie moesten afgelasten. Een jaar later drukte Schönsperger eveneens een Latijnse versie. In 1500 volgde er een tweede editie van de Duitse versie van Schönsperger.

## Illustraties
Het Liber Chronicarum telt 1809 illustraties, waarvoor echter slechts 645 afzonderlijke houtblokken gesneden werden. De houtsneden tonen religieuze taferelen uit het oude en het nieuwe testament, illustraties van de antieke en de middeleeuwse geschiedenis en een belangrijke reeks stadsgezichten met onder meer Augsburg, Bamberg, Basel, Buda(pest), Constantinopel, Firenze, Jeruzalem, Keulen, Maagdenburg, Napels, Neurenberg, Rome, Ulm en Wenen, maar evengoed van niet meer bestaande steden zoals Troje en Carthago. Het boek bevat ook een dubbelblad kaart van Europa (folia CCXCIX-CCC) en een grote wereldkaart naar Ptolemaeus (folia XII-XIII) waarop Scandinavië, Oost-Azië en zuidelijk Afrika ontbreken.
Er werd vaak geld bespaard door dezelfde afbeelding op verschillende plaatsen in het boek te gebruiken. Niettemin is op het stadsgezicht van Florence met enige goede wil de Ponte Vecchio en het Palazzo Vecchio te herkennen zoals op de prent van Venetië ook duidelijk de San Marco is te zien en op die van Rome verschillende herkenbare gebouwen zijn te vinden. Over het algemeen kan men zeggen dat de getrouwheid van de stadszichten omgekeerd evenredig is met de afstand tot Neurenberg. Zo zijn alle Beierse steden die in het boek voorkomen naar de werkelijkheid gemaakt. Landschappelijke voorstellingen in de Latijnse uitgave van Frankenland, Beieren, Polen en Turkije laten ons daarentegen hetzelfde landschap zien (zie het voorbeeld van Franken op fol. CCLXXXV).
De 596 portretten van keizers, koningen en pausen in de Kroniek bestonden uit maar 72 houtsneden. Hetzelfde portret kon met een ander bijschrift voor wel tien verschillende personen gebruikt worden.
Alle houtsneden kunnen bekeken worden op de website van de Bayerische Staatsbibliothek.

## Albrecht Dürer en de Kroniek
Sinds Erwin Panofsky (1892-1968) bij het begin van de 20e eeuw schreef dat Albrecht Dürer(1471-1528) mogelijkerwijze aan de illustratie van de kroniek had meegewerkt, dook deze stelling telkens weer op. De argumenten voor die betrokkenheid waren stijlkritische onderzoekingen en de veronderstelling dat Dürer zich op het moment van de realisatie van de kroniek als leerjongen in het atelier van Wolgemut bevond. Maar Dürer werkte in het atelier van Wolgemut van 1 december 1486 tot eind april 1489 of 1490 zoals blijkt uit een brief van Dürer zelf:

Sonderlich hatte mein Vater an mir Gefallen, dass ich fleißig
in der Übung zu lernen war. Darum ließ mich mein Vater in
die Schul gehen, und da ich schreiben und lesen gelernt,
nahm er mich wieder aus der Schul und lernet mich das
Goldschmiedehandwerk. Und da ich nun säuberlich arbeiten
kunnt, trug mich meine Lust mehr zu der Malerei, dann zum
Goldschmiedehandwerk. Das hielt ich meinem Vater für.
Aber er was nit wol zufrieden, dann ihn reut die verlorene
Zeit, die ich durch die Goldschmiedelehre zugebracht. Doch
ließ er mirs nach, und da man zählt mich mein Vater in die
Lehrjahr Wolgemuth, drei Jahr lang zu dienen…Und also ich
im 1490 Jahr hinwegzog, nach Ostern, darnach kam ich
wieder als man zählt 1494 nach Pfingsten
— Lange, Fuhse, Dürers schriftlicher Nachlass (Halle 1895)

Dürer was dus vanaf Pasen 1490 niet meer aanwezig in het atelier van Wolgemut. Voorstanders van de Dürer-thesis voerden aan dat er in een index van de archieven van Neurenberg werd gewezen op een voorlopig contract afgesloten in 1487 of 1488, wat het dus waarschijnlijk maakte dat Dürer aan het project had meegewerkt. Uit onderzoek van Reske blijkt dat die index verwijst naar het contract van 1491. Bovendien is het oudste teruggevonden materiaal een tekening van God de Vader zoals afgebeeld op folio I gedateerd op 1490. Het is dus weinig waarschijnlijk dat Dürer aan het boek heeft meegewerkt, maar de discussie is zeker nog niet afgesloten.

## Galerij

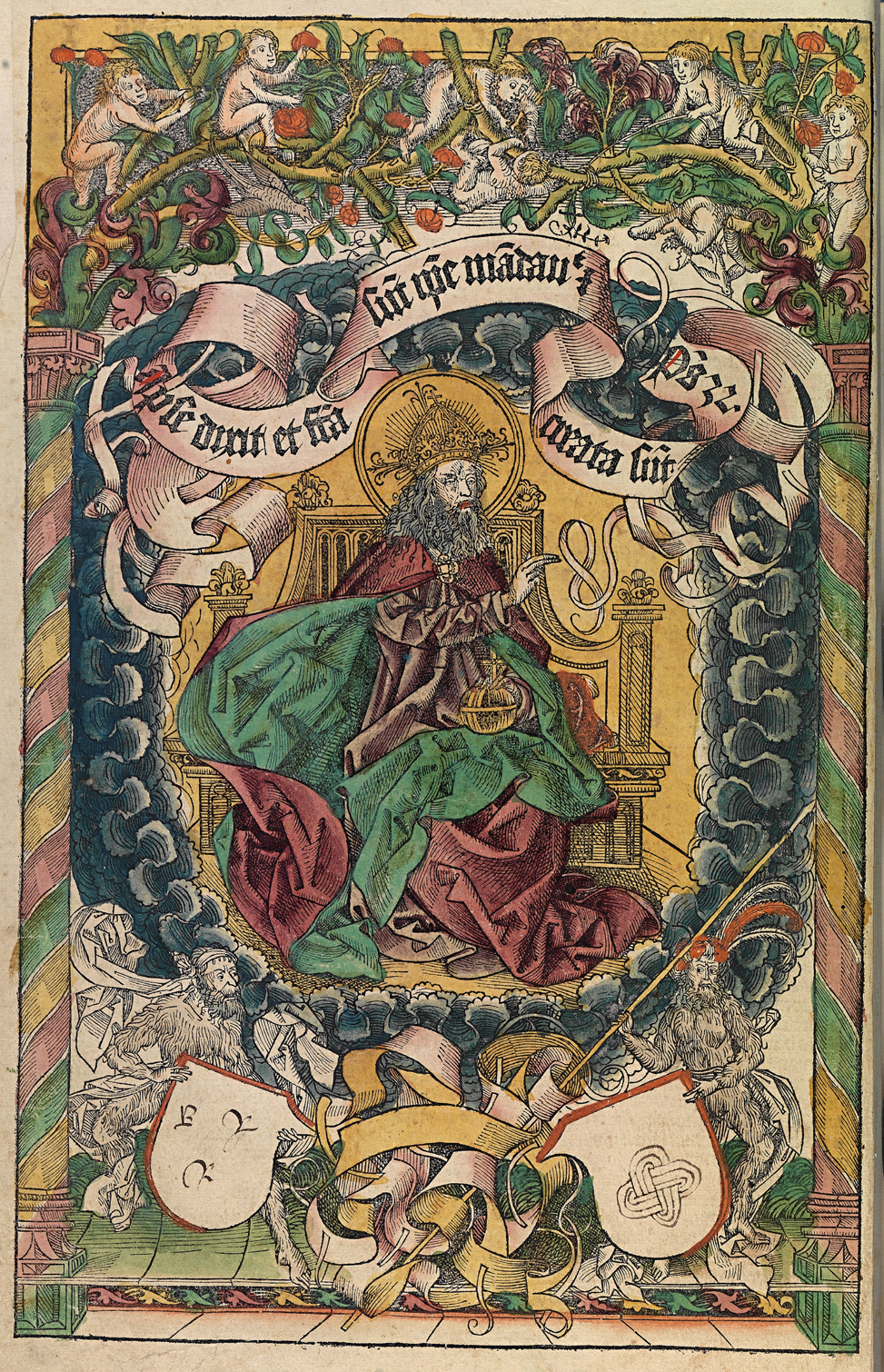
Gestileerde tekst in een banderol verwerkt in een illustratie
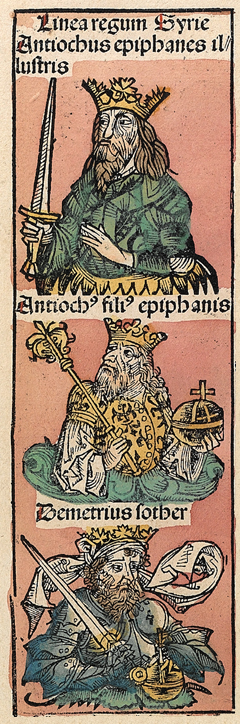
Illustratie met tekstballonnen
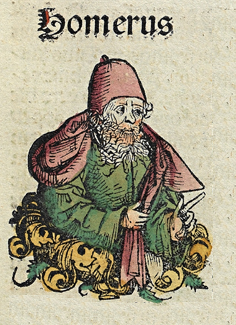
Homerus
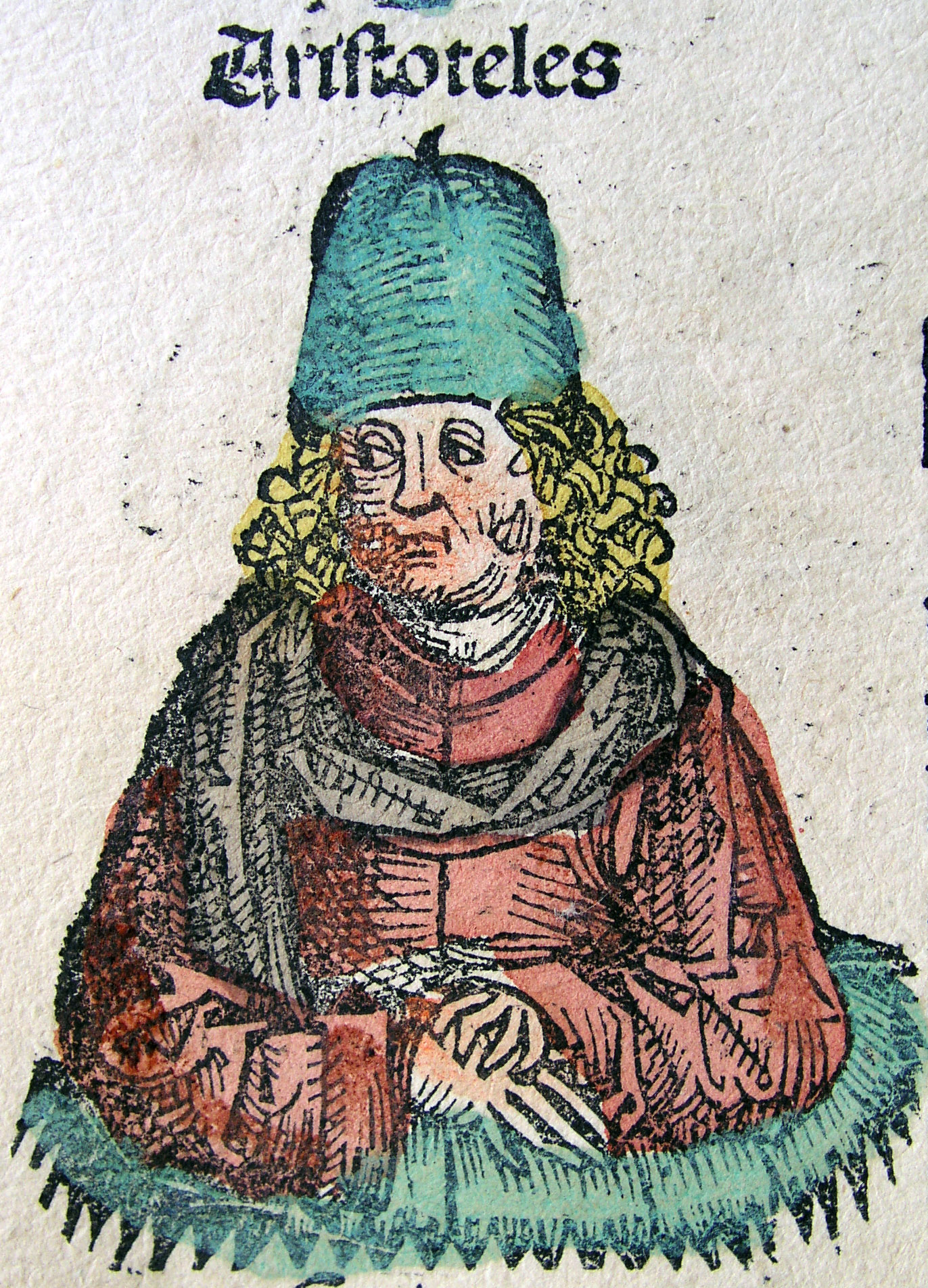
Aristoteles
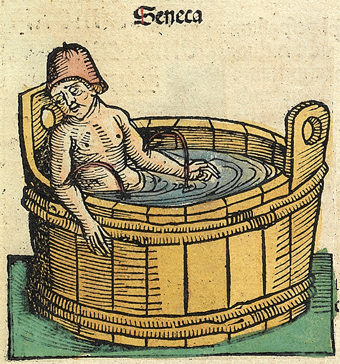
Seneca's dood
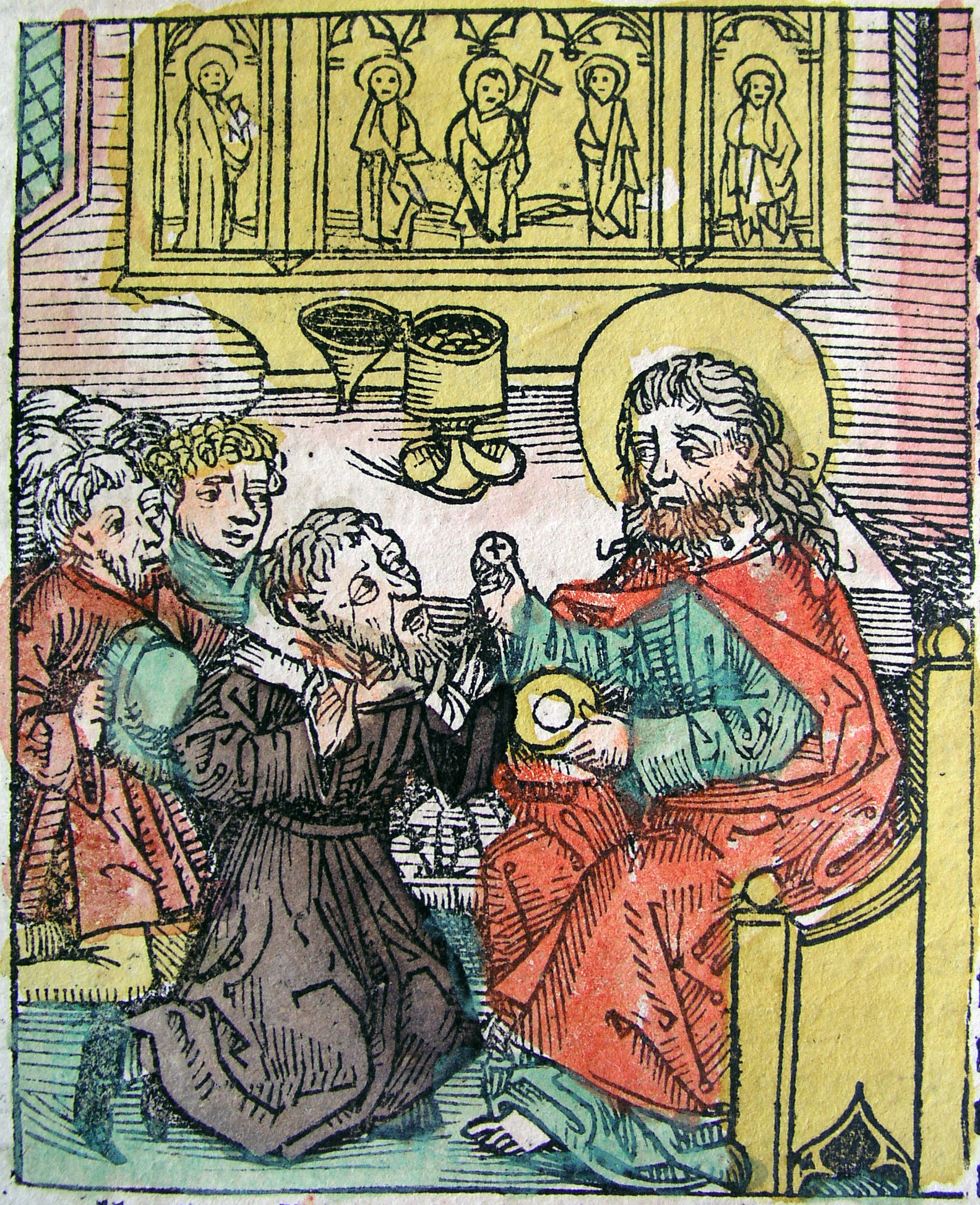
Paus Calixtus II en tegenpaus Burdinus
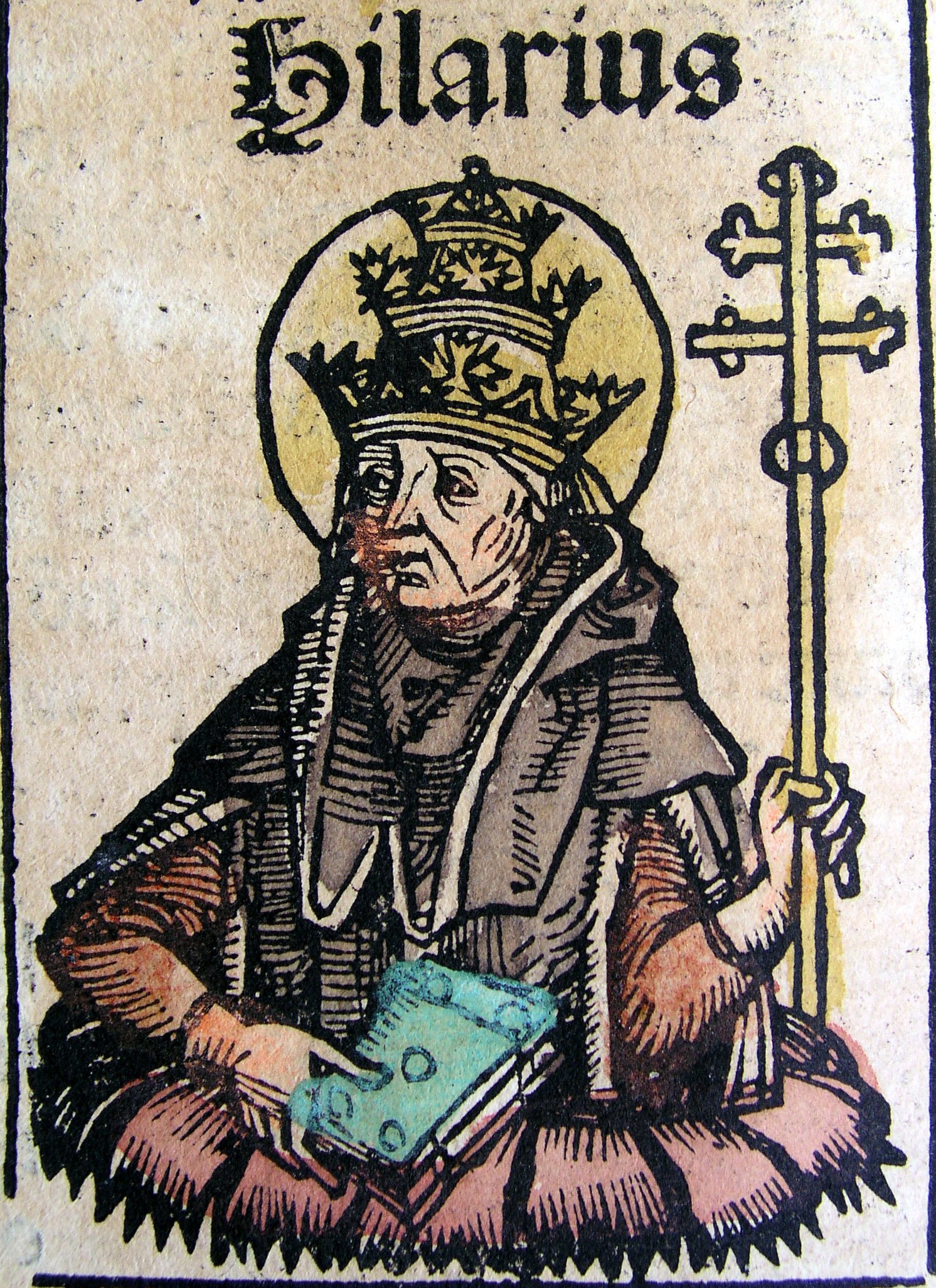
Paus Hilarius
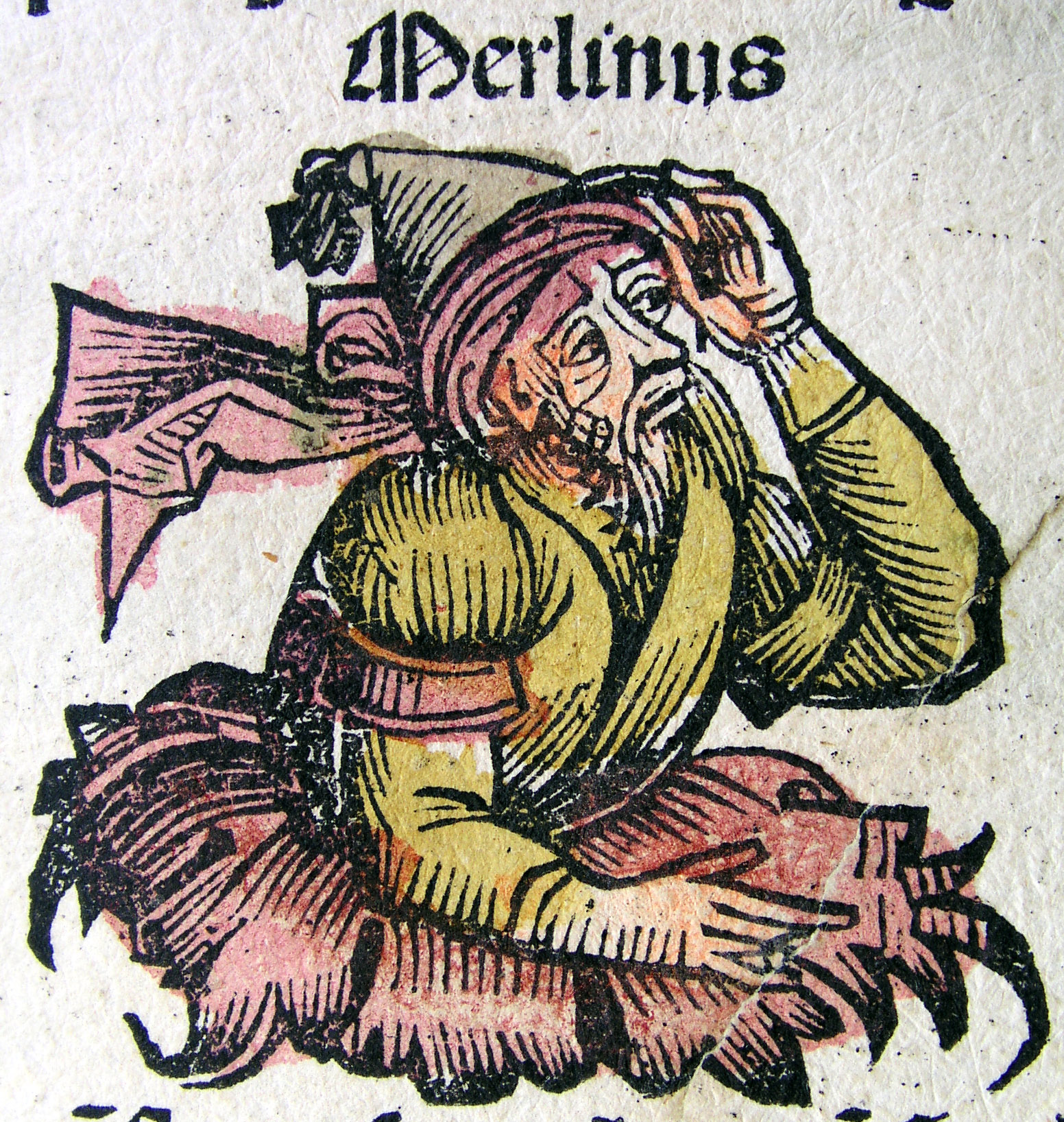
Merlijn
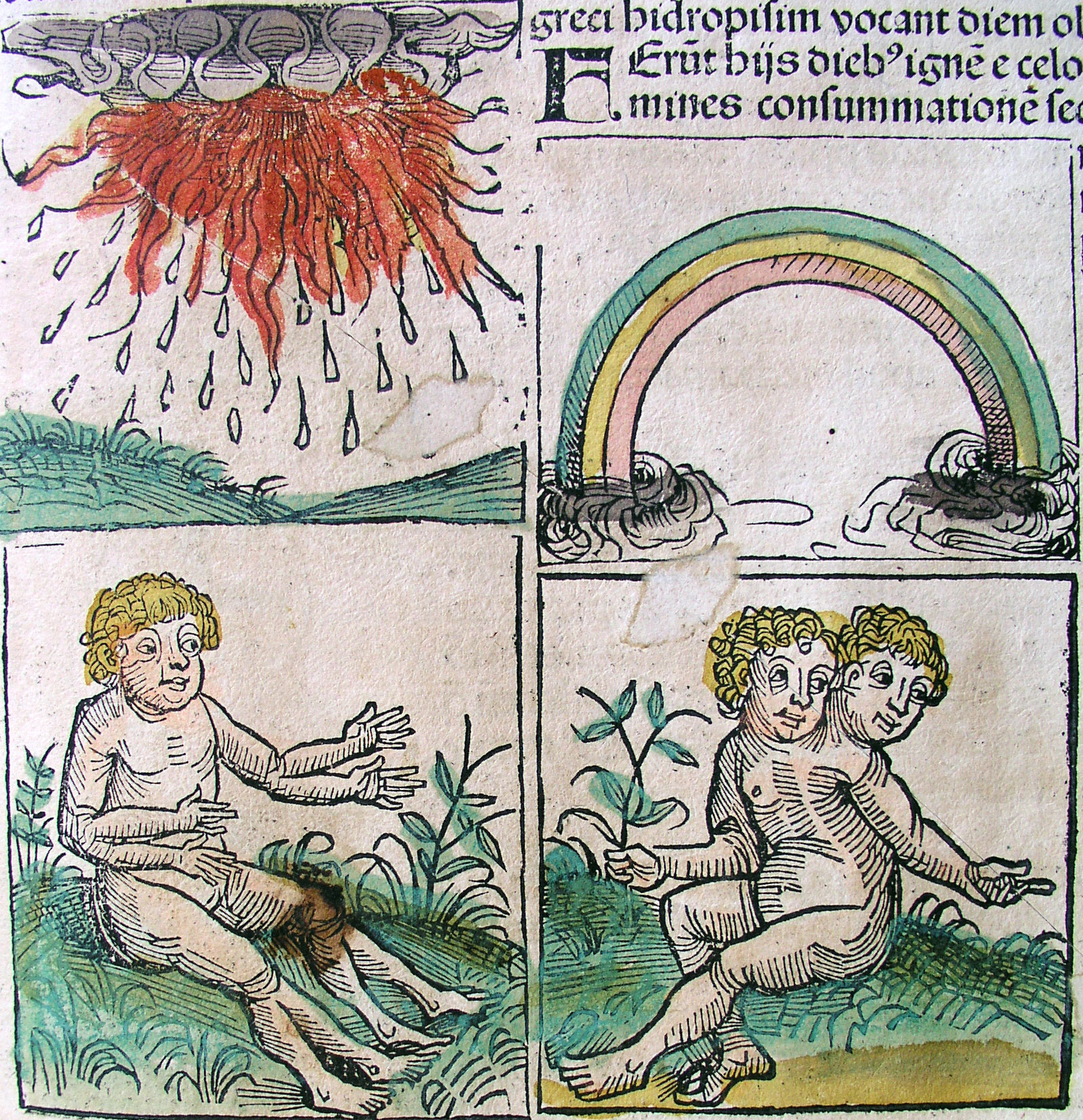
Omina (ongunstige voortekenen)
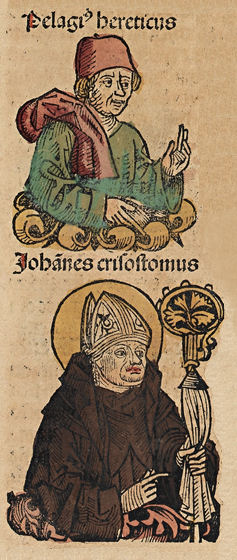
Pelagius en Johannes Chrysostomus